# 기흥초등학교
기흥초등학교는 대한민국 경기도 용인시 기흥구에 있는 공립 초등학교이다.

## 학교 연혁
- 1916년 3월 16일 ~ 1945년 기흥심상소학교로 개교
- 1945년 10월 2일 기흥 공립학교로 개교 (공세동 23, 신갈심상소학교 교사 철거)
- 1957년 12월 1일 기흥 저수지 매몰로 현 위치로 이전
- 1982년 3월 5일 기흥초등학교 병설유치원 개원
- 2009년 6월 29일 다목적 강당 어울관 신축
- 2012년 3월 1일 제21대 이진건 교장선생님 취임
- 2012년 7월 6일 급식소 개소식
- 2013년 2월 28일 교육과정 우수학교 표창(교육장)
- 2013년 11월 1일 기흥 로고송 "우리는 내일의 리더" 교육기부
- 2013년 11월 6일 장애학생 인권보호 공헌 표창(교육감)
- 2013년 12월 5일 학생 건강 관리 및 체력 증진 표창(교육감)
- 2013년 12월 30일 학교 본관 화장실 개보수 완공
- 2013년 12월 31일 창의적 교육활동 표창(교육장)
- 2014년 9월 30일 본관 외벽 공사 및 신관 안전 난간봉 공사
- 2015년 2월 16일 제66회 졸업식(남40명, 여35명, 총 75명) 총 4,280명
- 2015년 3월 1일 19학급(특수학급 1학급 포함), 유치원 2학급